# Fate/stay night: Unlimited Blade Works (serie animata)
Fate/stay night: Unlimited Blade Works (フェイト/ステイナイトアンリミテッドブレイドワークス?, Feito/sutei naito: Anrimiteddo Bureido Waakusu, ufficialmente reso graficamente come Fate/stay night [Unlimited Blade Works]) è una serie televisiva anime prodotta dallo studio ufotable. È un adattamento delle vicende della seconda route omonima narrata nella visual novel Fate/stay night pubblicata da Type-Moon, concepita da Kinoko Nasu ed illustrata da Takashi Takeuchi. La serie è stata trasmessa in Italia tramite simulcast da parte di VVVVID su concessione di Dynit, venendo doppiata da quest'ultima e infine ripubblicata sul medesimo sito in edizione italiana, diventando la prima incarnazione animata del franchise Fate ad essere pubblicata nel Paese.
Facente parte del Fate/stay night multimedia projet, la serie fu presentata durante una conferenza stampa dedicata tenutasi nel luglio 2014 dove fu annunciata contemporaneamente la messa in produzione di un'opera animata (rivelatasi successivamente una trilogia di lungometraggi) basata sulla terza route Fate/stay night: Heaven's Feel, in occasione del decennale dall'uscita della novel originale.

## Trama
Shirō Emiya è un normale studente che viene improvvisamente trascinato in una guerra per ottenere il Santo Graal, un oggetto capace di esaudire qualunque desiderio. Tutti i partecipanti devono usare spiriti eroici chiamati Servant per combattere tra di loro, tuttavia, dato che Shirō è un novizio e privo delle abilità magiche necessarie, deve unirsi a Rin Tōsaka per sopravvivere alle battaglie. Questa è solo una soluzione temporanea, dato che Archer, il Servant di Rin, detesta Shirō per qualche sconosciuta ragione.
Essendo sopravvissuto miracolosamente a una catastrofe dieci anni prima causata dalla precedente guerra Shirō deciderà di lottare per far sì che un evento simile non avvenga più. Tra Servant che attentano alla tranquillità civile e colpi di scena imprevisti il protagonista dovrà però sopportare diversi eventi per riuscire a mantenere la pace seguendo il suo ideale che viene messo a dura prova dallo scorrere degli eventi e da rivelazioni inaspettate.

### Personaggi principali

Archer nella seconda sigla iniziale

Shirō Emiya (衛宮 士郎?, Emiya Shirō)
Il protagonista di Fate/stay night. Dopo essere stato trovato e salvato da un incendio catastrofico da un uomo misterioso che proclamava di essere un mago, chiamato Kiritsugu Emiya; decide di vivere con lui piuttosto che andare in un orfanotrofio. Dieci anni dopo, Kiritsugu Emiya è morto, e Shirō vive da solo, ma è visitato frequentemente da Fujimura Taiga, un'amica di Kiritsugu, e Sakura Matō, una ragazza gentile con un'evidente cotta per lui. Ha un carattere mite e amichevole, è generoso e si mette sempre a disposizione degli altri, anche se ogni tanto qualcuno si approfitta di lui. La sua ideologia è ciò che lo porterà a diventare Archer. Non gli piace combattere e non vorrebbe vedere mai più gente gridare, morire, e perdere la speranza attorno a lui, ma pur di evitare che qualcun altro si faccia del male decide di partecipare alla guerra. Il suo padre adottivo non ha mai voluto insegnargli la magia per paura che finisse per passare quel che ha passato lui, e gli unici due incantesimi che conosce sono quelli di Rafforzamento e Proiezione: il primo, aumenta le prestazioni degli oggetti (per esempio: una spada (comune) se sottomessa a questo incantesimo può diventare più affilata, una lampadina più luminosa e via così), il secondo crea degli oggetti destinati a dissolversi in poco tempo ed è pertanto considerato inutile da molti maghi. Con l'aiuto di Rin, riesce anche ad invocare l'Unlimited Blade Works. Nel suo corpo è conservato Avalon, il fodero di Excalibur, che gli consente di guarire in fretta anche da ferite mortali se Saber è accanto a lui.
Saber (セイバー?, Seibā)
Il Servant di Shirō nella quinta Guerra per il Santo Graal. Nello scenario Fate/Stay Night, Shirō e Saber sviluppano una faccenda amorosa, mentre in Unlimited Blade Works detiene un ruolo marginale. La sua vera identità è Artoria Pendragon, ma passerà alla Storia come Re Artù. È stata anche il Servant di Kiritsugu durante Fate/Zero.
Rin Tōsaka (遠坂 凛?, Tōsaka Rin)
Conoscente di Shirō e Sakura, Rin è la discendente diretta dei Tōsaka, la famiglia che ha sempre cercato di raggiungere l'Akasha ovvero "la radice" attraverso il Santo Graal, ed è l'eroina principale di Unlimited Blade Works. Dopo aver aspettato dieci lunghissimi anni per poter combattere, è finalmente giunto il momento perché dimostri a suo padre di che cosa è capace. È un'abile maga che usa spesso gioielli come riserve di energia magica. È sorella di Sakura Matou, data in adozione ai Matou dopo la fine della precedente Guerra. Suo padre Tokyomi è morto nella precedente Guerra, ucciso da Kirei Kotomine, ma la ragazza ne è all'oscuro e si fida del prete.
Archer (アーチャー?, Āchā)
Archer è il Servant di Rin ed appartiene alla classe arciere seppur userà tale arma solamente una volta durante il combattimento con Berserker, preferendo invece utilizzare due spade che può generare automaticamente. Figura ambigua della quale non si capiscono gli intenti o i valori. La sua storia e la sua vera identità verranno rivelate solo verso la fine della route Unlimited Blade Works. In realtà, egli è proprio Shirou una volta divenuto adulto. Dopo una vita di sacrifici fatti all'insegna del suo ideale, ed aver ucciso molte persone per salvarne altre, è giunto alla conclusione che le sue convinzioni siano errate.

## Pubblicazione
Dopo anni di smentite l'editore Dynit ha annunciato il doppiaggio della serie il 6 giugno 2017 pubblicando gli episodi doppiati su VVVVID dal 2 ottobre 2017.
Il primo Box Set (episodi 00-12) è uscito il 29 novembre 2017 sia in edizione DVD che Blu Ray, mentre il secondo (episodi 13-25 + OAV) è uscito il 31 gennaio 2018, anch'esso sia in edizione DVD che Blu Ray.
Il trailer ufficiale italiano della prima stagione è stato presentato sul canale YouTube ufficiale di Dynit il 13 novembre 2017.
Il 1º marzo 2018 tutti gli episodi doppiati o con i sottotitoli sono stati caricati sul portale streaming Netflix.

## Doppiaggio
La serie è stata doppiata in italiano presso Studio P.V. a Milano, con la direzione di Luca Semeraro e Silvia Pepitoni.
| Personaggio             | Doppiatore giapponese | Doppiatore italiano       |
| ----------------------- | --------------------- | ------------------------- |
| Shirō Emiya             | Noriaki Sugiyama      | Federico Viola            |
| Rin Tōsaka              | Kana Ueda             | Katia Sorrentino          |
| Sakura Matō             | Noriko Shitaya        | Tiziana Martello          |
| Shinji Matō             | Hiroshi Kamiya        | Paolo De Santis           |
| Illyasviel von Einzbern | Mai Kadowaki          | Martina Felli             |
| Sōichirō Kuzuki         | Masaki Terasoma       | Massimiliano Lotti        |
| Kirei Kotomine          | Jōji Nakata           | Claudio Moneta            |
| Issei Ryūdō             | Mitsuaki Madono       | Gabriele Marchingiglio    |
| Taiga Fujimura          | Miki Itō              | Jolanda Granato           |
| Kiritsugu Emiya         | Rikiya Koyama         | Lorenzo Scattorin         |
| Ayako Mitsuzuri         | Fumie Mizusawa        | Ludovica De Caro          |
| Saber                   | Ayako Kawasumi        | Benedetta Degli Innocenti |
| Archer                  | Jun'ichi Suwabe       | Maurizio Merluzzo         |
| Lancer                  | Nobutoshi Canna       | Ruggero Andreozzi         |
| Caster                  | Atsuko Tanaka         | Alessandra Korompay       |
| Assassin                | Shin'ichirō Miki      | Gianluca Iacono           |
| Rider                   | Yū Asakawa            | Benedetta Ponticelli      |
| Gilgamesh               | Tomokazu Seki         | Patrizio Prata            |
| Sella                   | Haruhi Nanao          | Deborah Morese            |
| Leysritt                | Miho Miyagawa         | Annalisa Longo            |
| Irisviel von Einzbern   | Sayaka Ōhara          | Debora Magnaghi           |
| Atrum Galliasta         | Jun Fukushima         | Matteo de Mojana          |
| Luviagelita Edelfelt    | Shizuka Itō           | Giuliana Atepi            |
| Lord El-Melloi II       | Daisuke Namikawa      | Alessandro Rigotti        |

## Colonna sonora
Fate/stay night [Unlimited Blade Works] Original Soundtrack
1. Unlimited Blade Works – 5:30
2. Rin:Remembrance～召喚 – 2:35
3. Archer – 3:11
4. Shirō:赤い記憶～Invocation – 2:01
5. Face to Face – 1:01
6. Souls to Fight – 3:39
7. Storm – 1:18
8. Vortex of Fate – 4:29
9. Rin's Melody – 1:04
10. Daydream – 1:45
11. A Sword, No Words – 1:52
12. Purple Shade – 2:19
13. Into the Battles – 1:26
14. Arrow – 0:33
15. Rin:my wish – 1:00
16. Two Hearts – 1:51
17. Reason to Kill – 1:25
18. Fist of desperate～Awakening – 4:27
19. Dark Glow – 2:53
20. Unacceptable – 1:56
21. Rule Breaker – 3:43
22. Shirō:Nowhere to go – 2:03
23. Each Choices, Each Steps – 5:39
24. Far Away from You – 2:11
25. THIS ILLUSION (Ending della prima stagione, cantata da LiSA) – 4:04
26. count it from zero (ft. Yuki Kajiura) – 4:34
27. down in the zero (ft. Yuki Kajiura) – 4:56

Durata totale: 73:25
Sigle di apertura
- Ideal White di Mashiro Ayano (ep. 1-9, 11-12)
- Brave Shine di Aimer (ep. 13-19, 21-24)

Sigle di chiusura
- Believe delle Kalafina (ep. 1-11)
- THIS ILLUSION di LiSA (ep. 12)
- ring your bell delle Kalafina (ep. 13-14, 16-24)
- ring your bell (in silence) delle Kalafina (ep. 15)

## Episodi
| Nº  | Titolo italiano Giapponese 「Kanji」 - Rōmaji                                                | In onda          | In onda          |
| Nº  | Titolo italiano Giapponese 「Kanji」 - Rōmaji                                                | Giapponese       | Italiano         |
| 0   | Prologo 「プロローグ」 - Purorōgu                                                            | 4 ottobre 2014   | 2 ottobre 2017   |
| 1   | Giorni d'inverno, una notte fatidica 「冬の日、運命の夜」 - Fuyu no hi, unmei no yoru        | 11 ottobre 2014  | 9 ottobre 2017   |
| 2   | Si alza il sipario 「開幕の刻」 - Kaimaku no toki                                            | 18 ottobre 2014  | 16 ottobre 2017  |
| 3   | Il primo scontro 「初戦」 - Shosen                                                           | 25 ottobre 2014  | 23 ottobre 2017  |
| 4   | In cerca della volontà di combattere 「戦意の在処」 - Sen'i no arika                         | 1º novembre 2014 | 30 ottobre 2017  |
| 5   | Danze dopo le lezioni 「放課後に踊る」 - Hōkago ni odoru                                     | 8 novembre 2014  | 6 novembre 2017  |
| 6   | Miraggio 「蜃気楼」 - Shinkirō                                                               | 15 novembre 2014 | 13 novembre 2017 |
| 7   | L'esito di una battaglia mortale 「死闘の報酬」 - Shitō no kotae                             | 22 novembre 2014 | 20 novembre 2017 |
| 8   | Giorni d'inverno, dove l'animo risiede 「冬の日、心の所在」 - Fuyu no hi, kokoro no shozai   | 29 novembre 2014 | 22 novembre 2017 |
| 9   | La distanza tra i due 「二人の距離」 - Futari no kyori                                       | 6 dicembre 2014  | 22 novembre 2017 |
| 10  | Il quinto contraente 「五人目の契約者」 - Goninme no keiyakusha                              | 13 dicembre 2014 | 22 novembre 2017 |
| 11  | Un visitatore giunge con passo leggero 「来訪者は軽やかに」 - Raihōsha wa karoyaka ni        | 20 dicembre 2014 | 22 novembre 2017 |
| 12  | La decisione finale 「最後の選択」 - Saigo no Sentaku                                        | 27 dicembre 2014 | 22 novembre 2017 |
| 13  | Il momento della separazione 「決別の刻」 - Ketsubetsu no toki                               | 4 aprile 2015    | 29 dicembre 2017 |
| 14  | La principessa della Colchide 「コルキスの王女」 - Korukisu no ōjo                           | 11 aprile 2015   | 29 dicembre 2017 |
| 15  | Lo scontro leggendario 「神話の対決」 - Shinwa no Taiketsu                                   | 18 aprile 2015   | 29 dicembre 2017 |
| 16  | Giorni d'inverno, la forma del desiderio 「冬の日、願いの形」 - Fuyu no Hi, Negai no Katachi | 25 aprile 2015   | 11 gennaio 2018  |
| 17  | La lama oscura mostra i suoi denti 「暗剣、牙を剥く」 - Anken, Kiba o Muku                   | 2 maggio 2015    | 11 gennaio 2018  |
| 18  | Un futuro già deciso 「その縁は始まりに」 - Sono en wa hajimari ni                           | 9 maggio 2015    | 11 gennaio 2018  |
| 19  | La fine (risposta) dell'ideale 「理想の末路(こたえ）」 - Risou no Kotae                      | 16 maggio 2015   | 11 gennaio 2018  |
| 20  | Unlimited Blade Works 「Unlimited Blade Works」                                              | 23 maggio 2015   | 11 gennaio 2018  |
| 21  | Answer 「Answer」                                                                            | 30 maggio 2015   | 11 gennaio 2018  |
| 22  | Giorni d'inverno, la lunga strada verso casa 「冬の日、遠い家路」 - Fuyu no hi, Tooi Ieji    | 6 giugno 2015    | 11 gennaio 2018  |
| 23  | Rivelazione 「顕現」 - Kengen                                                                | 13 giugno 2015   | 11 gennaio 2018  |
| 24  | Un'infinita creazione di spade 「無限の剣製」 - Anrimitedo Bureido Waakusu (Mugen no Kensei) | 20 giugno 2015   | 11 gennaio 2018  |
| 25  | Epilogo 「エピローグ」 - Epirōgu                                                             | 27 giugno 2015   | 11 gennaio 2018  |
| OAV |                                                                                              |                  |                  |
| 26  | Sunny day 「Sunny day」                                                                      | 7 ottobre 2015   | 31 gennaio 2018  |

## Accoglienza
Il doppiatore italiano di Archer, Maurizio Merluzzo, si è ritrovato così tanto nel personaggio, nel suo modo di pensare e di agire, che è diventato uno dei suoi preferiti.